# Liste von Persönlichkeiten der Stadt Raguhn-Jeßnitz
Die Liste von Persönlichkeiten der Stadt Raguhn-Jeßnitz enthält Personen, die in der Geschichte der 2010 gebildeten Einheitsgemeinde Stadt Raguhn-Jeßnitz in Sachsen-Anhalt eine nachhaltige Rolle gespielt haben. Es handelt sich dabei um Persönlichkeiten, die Ehrenbürger von Raguhn-Jeßnitz sind, hier geboren wurden oder gestorben sind und in Raguhn-Jeßnitz gewirkt haben.
Für die Persönlichkeiten aus den nach Raguhn-Jeßnitz eingemeindeten Ortschaften siehe auch die entsprechenden Ortsartikel.

## Ehrenbürger des Stadtteils Raguhn
- Rudolf Brückner (1917–2001), Lehrer, Schulleiter, Ortschronist und Buchautor

## Söhne und Töchter des Stadtteils Raguhn

Wappen des Stadtteils Raguhn

- August Mühling (1786–1847), Komponist
- Johannes Müller (* 1887), Fabrikant (Direktor der ehemaligen Raguhner Maschinenbau- und Metalltuchfabrik AG), Wehrwirtschaftsführer und NSDAP–Gauwirtschaftsberater
- Paul Krause (1894–1954), Politiker (NSDAP)
- Hans Peter (1898–1959), Nationalökonom
- Rudolf Brückner (1917–2001), Lehrer/Schulleiter, Ortschronist, Ehrenbürger der Stadt Raguhn
- Heinz Erbig (* 1933), DDR-Diplomat, Generalkonsul, später Geschäftsträger im Königreich Nepal (1971–1973)
- Jörg Mantzsch (* 1953), Kommunalheraldiker und Journalist

## Söhne und Töchter des Stadtteils Jeßnitz (Anhalt)

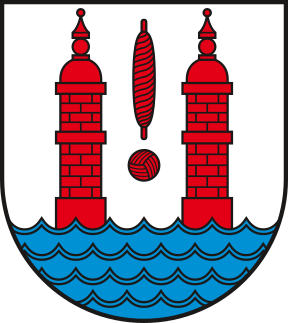
Wappen des Stadtteils Jeßnitz (Anhalt)

- Hermann Conradi (1862–1890), Schriftsteller des Frühnaturalismus
- Max Hermann Baege (1875–1939), Schulreformer, Philologe, Psychologe und Pädagoge und/oder Soziologe, war ein „sozialistisch gesinnte[r] Privatdozent und positivistischer Aktivist“[1]
- Otto Körting (1884–1959), sozialdemokratischer Politiker
- Otto Ernst Hesse (1891–1946), Dramatiker und Publizist
- Hans Linde (1913–1993), Soziologe
- Barry Graves (1942–1994), eigentlich Jürgen Deutschmann, Journalist und Hörfunkmoderator u. a. bei RIAS Berlin
- Paul Kersten (* 1949), Fußballspieler
- Uwe Weller (* 1958), Fußballspieler

## Persönlichkeiten, die mit dem Stadtteil Raguhn in Verbindung stehen
- Ute Steindorf (* 1957), Ruderin und Olympiasiegerin

## Persönlichkeiten, die mit dem Stadtteil Jeßnitz (Anhalt) in Verbindung stehen
- Karl Blum (1878–1945), Politiker (SPD), starb am Ende des Zweiten Weltkrieges in Jeßnitz
- Emil Hubert (1887–1945), Chemiker, starb durch Kriegshandlungen in Jeßnitz
- Christian Gille (* 1976), Kanurennsportler, Olympiasieger in Athen 2004, verbrachte seine Kindheit in Jeßnitz und begann im örtlichen Kanu-Club seine sportliche Karriere

## Persönlichkeiten des Ortsteils Altjeßnitz
- Johann Gottfried Hermann (1707–1791), lutherischer Theologe und kursächsischer Oberhofprediger, geboren in Altjeßnitz
- August Friedrich Freiherr von Ende (1719–1797), kursächsischer Beamter sowie Besitzer zweier Rittergüter. Er war Präsident des Appellationsgerichts zu Dresden, geboren auf dem Rittergut Altjeßnitz
- Werner Lindemann (1926–1993), Dichter und Schriftsteller, wuchs in Altjeßnitz auf